# Megalomyrmex silvestrii
Megalomyrmex silvestrii är en myrart som beskrevs av Wheeler 1909. Megalomyrmex silvestrii ingår i släktet Megalomyrmex och familjen myror. Inga underarter finns listade i Catalogue of Life.

## Bildgalleri

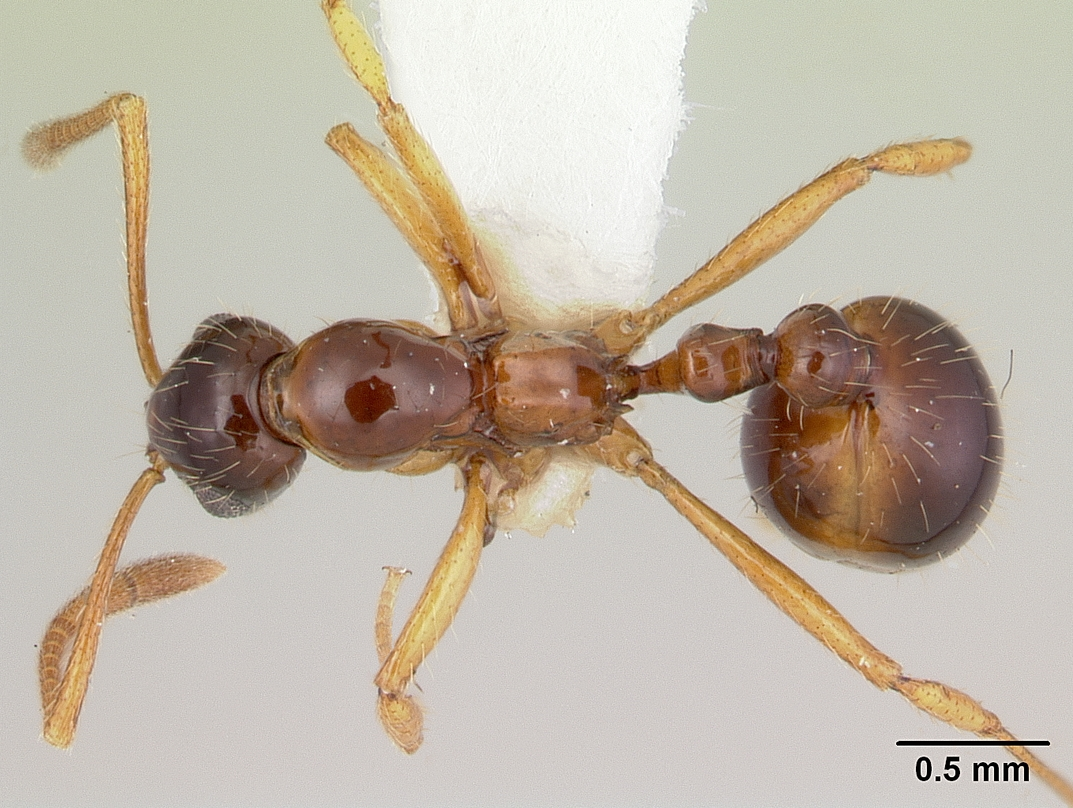
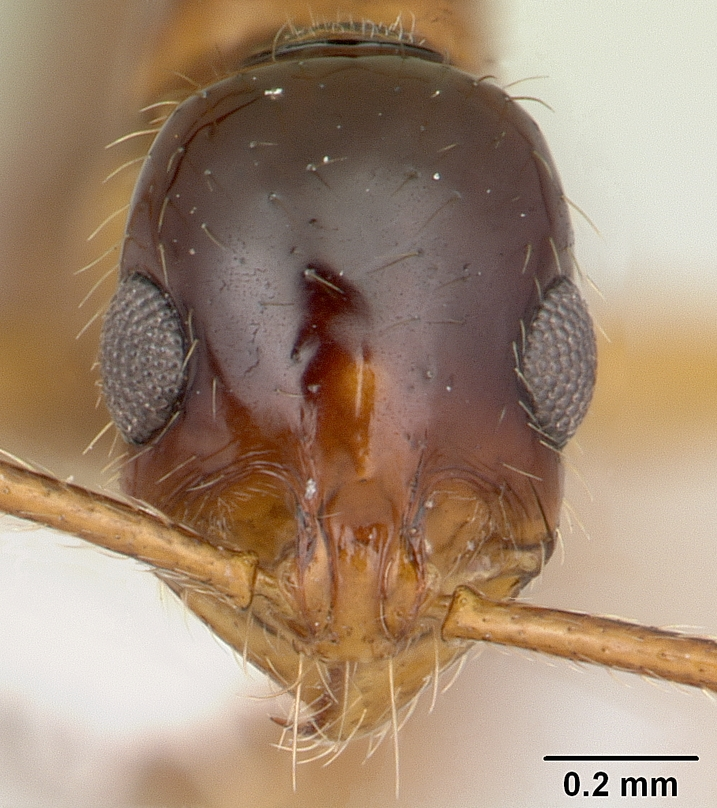
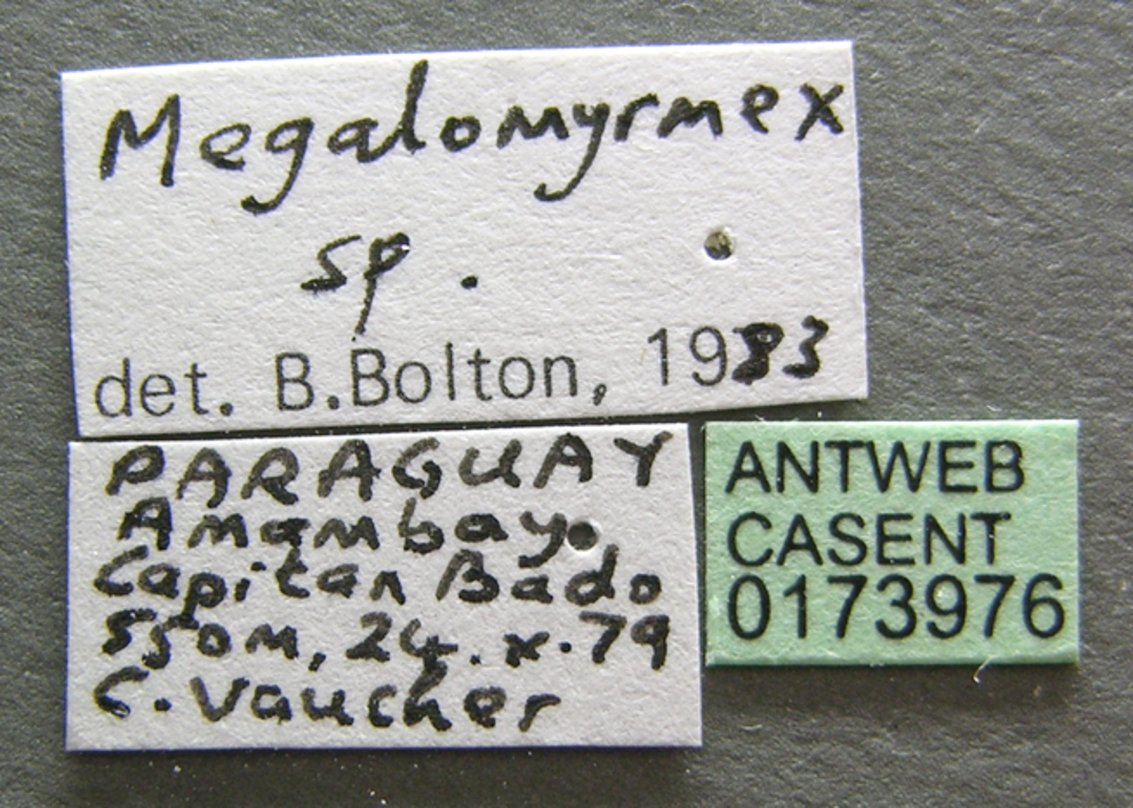